# 邓马营湖生态建设指挥部
邓马营湖生态建设指挥部，是中华人民共和国甘肃省武威市凉州区下辖的一个类似乡级单位。 指挥部贯彻执行党在农村的各项路线、方针、政策及区委、区政府的决策、决定、决议；贯彻执行《森林法》及《森林法实施条例》《防沙治沙法》《土地法》《水法》《退耕还林条例》《土地承包法》《草原法》等法律法规；负责做好邓马营湖总体生态建设及保护规划；加强邓马营湖全面的行政管理及相关技术指导服务工作。 

## 行政区划
邓马营湖生态建设指挥部下辖以下地区：
荣华新村社区居民委员会、荣华新村村民委员会及富强新村村民委员会。